# Museo Zabaleta
El Museo Zabaleta es una pinacoteca centrada en la obra del pintor español Rafael Zabaleta Fuentes (1907-1960), ubicada en su ciudad natal, Quesada (Jaén). 

## Historia
El proyecto inicial estuvo a cargo de Manuel Millán en 1959 y fue inaugurado en 1963. En 1992, fue reformado por José Gabriel Padilla Sánchez junto a los hermanos José Luis y Jesús Martín Clabo.
Actualmente, el museo se encuentra en la Av. de Almería junto al paseo "Los tres caños".

## Colecciones del museo
- Rafael Zabaleta
- Amigos de Zabaleta
- Cesáreo Rodríguez Aguilera
- Ángeles Dueñas